# (34341) 2000 QW224
2000 QW224 (asteroide 34341) é um asteroide da cintura principal. Possui uma excentricidade de 0.08143260 e uma inclinação de 7.29886º.
Este asteroide foi descoberto no dia 26 de agosto de 2000 por NEAT em Haleakala.